# Neofelis
Genre
Espèces de rang inférieur
- Neofelis nebulosa
- Neofelis diardi : Indonésie

Répartition géographique
Statut CITES
Neofelis est un genre de la sous-famille Pantherinae regroupant deux espèces. Il ne regroupait qu'une seule espèce divisée en plusieurs sous-espèces jusqu'en 2007, ou la sous-espèce N. nebulosa diardi a été reconnue comme une espèce à part entière sous le nom de N. diardi par certains auteurs[Qui ?]. On considère que le genre Neofelis forme une base du genre Panthera.

## Liste des espèces
Selon Mammal Species of the World (version 3, 2005)  (28 octobre 2013), Catalogue of Life (28 octobre 2013) et ITIS (28 octobre 2013) :
- Neofelis nebulosa (Griffith, 1821) - Panthère nébuleuse ou Panthère longibande[réf. souhaitée]

Selon NCBI (28 octobre 2013) :
- Neofelis diardi - dans la description d'origine, Chat de Diard, Diard, Panthère de Diard. Il existe également Léopard tacheté de Bornéo[réf. souhaitée].
- Neofelis nebulosa - Panthère nébuleuse ou Panthère longibande

### Liste des sous-espèces
Selon Mammal Species of the World (version 3, 2005)  (28 octobre 2013) :
- Neofelis nebulosa
  - sous-espèce Neofelis nebulosa brachyura
  - sous-espèce Neofelis nebulosa diardi
  - sous-espèce Neofelis nebulosa macrosceloides
  - sous-espèce Neofelis nebulosa nebulosa

## Phylogénie
Arbre phylogénétique de la sous-famille Pantherinae
|  | Neofelis nebulosa - Panthère nébuleuse         |
|  |                                                |
|  | Neofelis diardi - Panthère nébuleuse de Bornéo |
|  |                                                |

|  | Panthera tigris - Tigre              |
|  |                                      |
|  | Panthera uncia - Panthère des neiges |
|  |                                      |

|  | \| \| Panthera leo - Lion \| \| \| \| \| \| Panthera pardus - Léopard \| \| \| \| |
|  |                                                                                   |
|  | Panthera onca - Jaguar                                                            |
|  |                                                                                   |
|  | Panthera leo - Lion                                                               |
|  |                                                                                   |
|  | Panthera pardus - Léopard                                                         |
|  |                                                                                   |

|  | Panthera leo - Lion       |
|  |                           |
|  | Panthera pardus - Léopard |
|  |                           |

|  | Panthera tigris - Tigre              |
|  |                                      |
|  | Panthera uncia - Panthère des neiges |
|  |                                      |

|  | \| \| Panthera leo - Lion \| \| \| \| \| \| Panthera pardus - Léopard \| \| \| \| |
|  |                                                                                   |
|  | Panthera onca - Jaguar                                                            |
|  |                                                                                   |
|  | Panthera leo - Lion                                                               |
|  |                                                                                   |
|  | Panthera pardus - Léopard                                                         |
|  |                                                                                   |

|  | Panthera leo - Lion       |
|  |                           |
|  | Panthera pardus - Léopard |
|  |                           |

|  | Neofelis nebulosa - Panthère nébuleuse         |
|  |                                                |
|  | Neofelis diardi - Panthère nébuleuse de Bornéo |
|  |                                                |

|  | Panthera tigris - Tigre              |
|  |                                      |
|  | Panthera uncia - Panthère des neiges |
|  |                                      |

|  | \| \| Panthera leo - Lion \| \| \| \| \| \| Panthera pardus - Léopard \| \| \| \| |
|  |                                                                                   |
|  | Panthera onca - Jaguar                                                            |
|  |                                                                                   |
|  | Panthera leo - Lion                                                               |
|  |                                                                                   |
|  | Panthera pardus - Léopard                                                         |
|  |                                                                                   |

|  | Panthera leo - Lion       |
|  |                           |
|  | Panthera pardus - Léopard |
|  |                           |

|  | Panthera tigris - Tigre              |
|  |                                      |
|  | Panthera uncia - Panthère des neiges |
|  |                                      |

|  | \| \| Panthera leo - Lion \| \| \| \| \| \| Panthera pardus - Léopard \| \| \| \| |
|  |                                                                                   |
|  | Panthera onca - Jaguar                                                            |
|  |                                                                                   |
|  | Panthera leo - Lion                                                               |
|  |                                                                                   |
|  | Panthera pardus - Léopard                                                         |
|  |                                                                                   |

|  | Panthera leo - Lion       |
|  |                           |
|  | Panthera pardus - Léopard |
|  |                           |